# Comoras en los Juegos Olímpicos de Atlanta 1996
Comoras estuvo representada en los Juegos Olímpicos de Atlanta 1996 por cuatro deportistas, tres hombres y una mujer, que compitieron en atletismo.
El equipo olímpico comorense no obtuvo ninguna medalla en estos Juegos.